# Ronald Schweppe

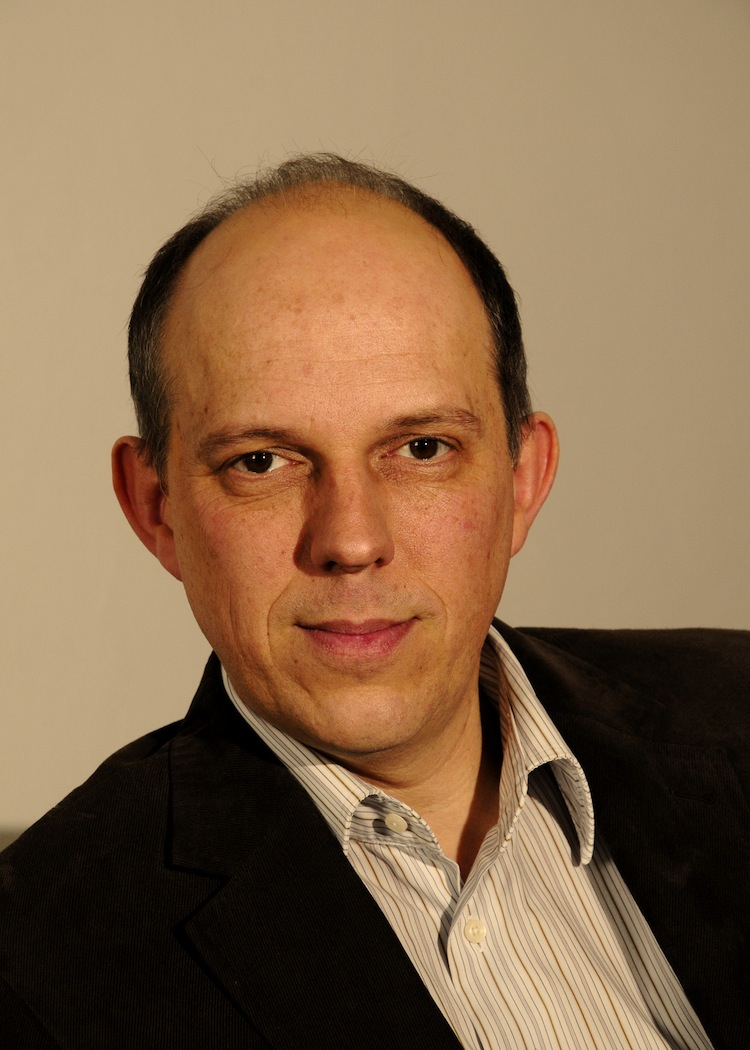
Ronald Schweppe (2009)

Ronald Pierre Schweppe (* 31. Januar 1962 in Lausanne) ist ein niederländischer Buchautor und Musiker. 

## Leben
Ronald Pierre Schweppe arbeitete nach seinem Studium am Richard-Strauss-Konservatorium in München zunächst als Kontrabassist unter anderem mit den Münchner Symphonikern, Hugo Strasser und dem Tangoensemble Milongueros Viejos zusammen. Im Jahr 2000 war er Mitbegründer des Bruckner-Akademie-Orchesters.
Nach seinem Studium der Musik machte er Ausbildungen in Yoga, NLP und MBSR.
Seit 1989 arbeitet er als Orchestermusiker, freier Schriftsteller und Meditationslehrer in München. Seit 2006 ist er zudem Ensemblemitglied der Kammeroper München. Er ist verheiratet und hat drei Kinder.
Neben  Veröffentlichungen in den Bereichen Alternativmedizin, Psychologie und Spiritualität entwickelte er gemeinsam mit dem Psychologen Aljoscha A. Long  die Methode der Personalen Integration.
Seine Bücher wurden unter anderem ins Italienische, Spanische, Niederländische, Norwegische, Koreanische, Russische, Lettische und Chinesische übersetzt.
Zusammen mit Aljoscha Long (geb. Schwarz) gründete er 1999 das IfP (Institut für Personale Integration) in München, Riga und Peking.

## Werke
- Mit dem Herzen siehst du mehr. Kösel, ISBN 978-3778782934
- Affen im Kopf. mvg, ISBN 978-3747401835
- Der Kaufmann und der Rinpoche. Diederichs, ISBN 978-3424351002
- Wenn du geliebt werden willst, dann liebe. Integral, ISBN 978-3778792940
- Das Licht des Himmels in dir. Kösel, ISBN 978-3-466-34713-1
- Füttere den weißen Wolf. Kösel, ISBN 978-3-466-34538-0
- Bao, der weise Panda, und das Geheimnis der Gelassenheit. Lotos, ISBN 978-3-778-78255-2
- Gelassenheit für Anfänger. GU, ISBN 978-3-833-84622-9
- Praxisbuch NLP: Die eigenen Kräfte aktivieren und sich auf Erfolg programmieren. Südwest, ISBN 978-3-517-08943-0
- Meditation: Techniken für innere Ruhe & Entspannung. BLV, ISBN 978-3-83541-225-5
- Gib alles, was du hast – und du bekommst alles, was du willst. Gabal, ISBN 978-3-86936-242-7
- NLP macht Kinder stark. Südwest, ISBN 978-3-517-08756-6
- Nicht anstrengen – leben! Das Dao des Alltags. Heyne, ISBN 978-3-453-70118-2
- Karma. Die Gebrauchsanleitung. Lotos, ISBN 3-7787-8202-9
- Endlich frei von Angst, Gräfe & Unzer, ISBN 3-7742-6636-0
- Anleitung zum Philosophieren. Herbig, ISBN 3-7766-2274-1
- Die 7 Geheimnisse der Schildkröte. Lotos, ISBN 3-7787-8196-0
- Mein Seelentherapeut. Gütersloher, ISBN 3-579-06944-6
- Spring über den Horizont. 77 Philosophische Spiele für Herz und Verstand. Kreuz, ISBN 3-7831-2445-X
- Der Träumer, der Weise, das Innere Kind. Personale Integration. Kösel, ISBN 3-466-34480-8